# فيلموس سابو
فيلموس سابو (بالمجرية: Szabó Vilmos) هو سياسي مجري، ولد في 17 يوليو 1952. حزبياً، نشط في حزب العمال الاشتراكي المجري.